# Tortoise (tank)
De A39 Heavy Assault Tank Tortoise (A39 Zware Aanvalstank Schildpad) is een tank van Britse makelij. Haar ontwerp stamt uit 1942 maar de ontwikkeling verliep traag tot de Jagdtiger in 1944 op het slagveld verscheen. De constructie startte in 1945 maar eerst in 1946-1947 werden de eerste testmodellen afgebouwd. In totaal werden slechts 6 exemplaren gebouwd.

## Achtergrond

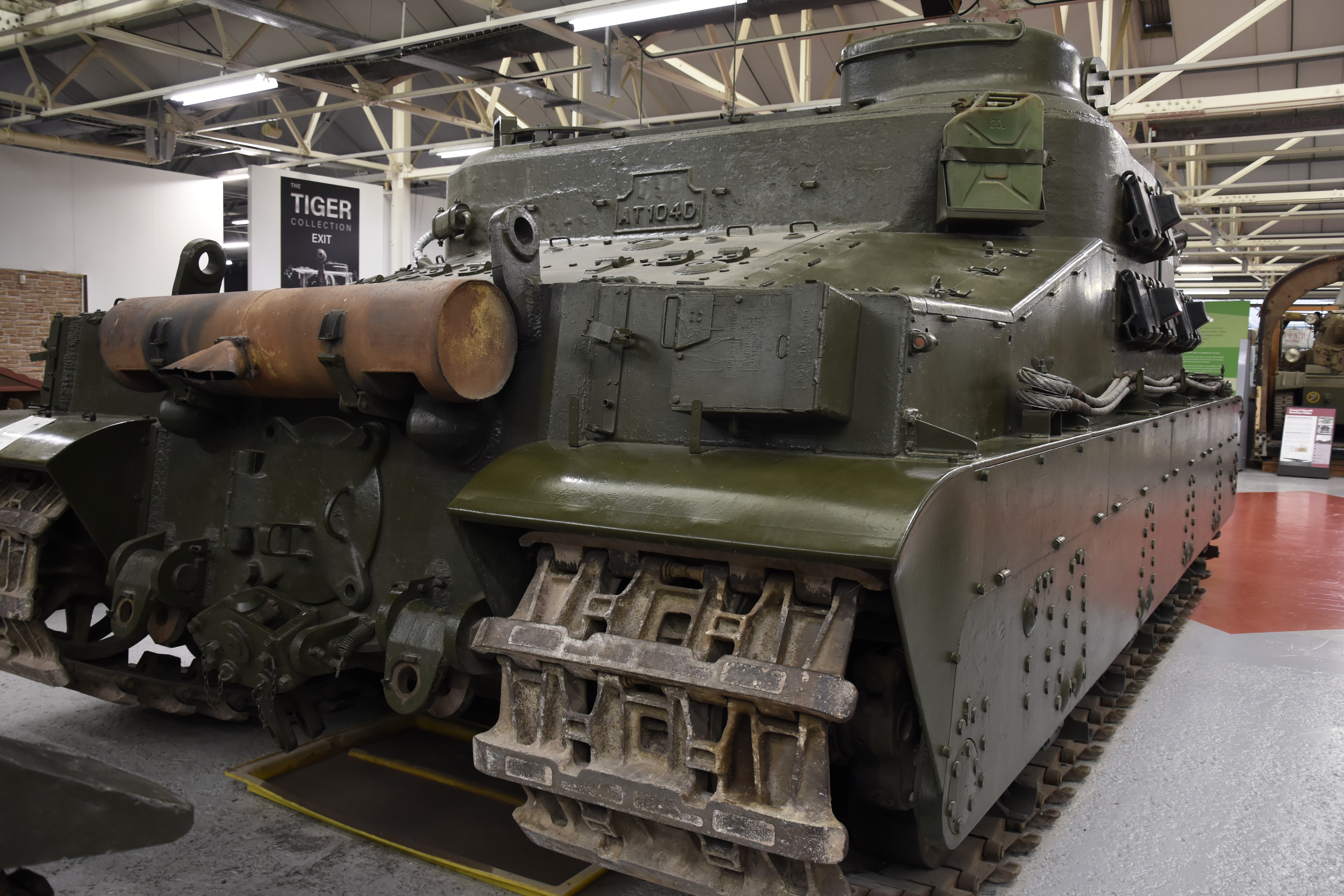
De achterzijde

Het was de laatste poging van de Britten om tijdens de Tweede Wereldoorlog een zware tank te bouwen. Het was de equivalent van de Duitse Jagdtiger die 79,25 ton woog en de naam schildpad was dan ook toepasselijk. Het verschijnen van deze Duitse zwaargewicht zorgde voor een versnelling van de ontwikkeling. De tank had een niet draaibare koepel, het kanon bevond zich in een vaste kazemat. Men kan daarom dit voertuig beschouwen als een gemechaniseerd geschut.
Tijdens testen bleken de performantie en de mobiliteit bevredigend te zijn maar het gewicht zorgde ervoor dat dit ontwerp niet geschikt was voor productie.